# فيليكس سواريز
فيليكس سواريز (بالإسبانية: Félix Suárez)‏ هو كاتب مقالات وشاعر مكسيكي، ولد في 1961 في ولاية مكسيكو في المكسيك.